# Crematogaster alluaudi
Crematogaster alluaudi är en myrart som beskrevs av Carlo Emery 1893. Crematogaster alluaudi ingår i släktet Crematogaster och familjen myror.

## Underarter
Arten delas in i följande underarter:
- C. a. alluaudi
- C. a. noualhieri